# Jakob Mathias Pazeller
Jakob Mathias Pazeller (Baden bei Wien, 2 januari 1869 – Boedapest, 24 september 1957) was een Oostenrijks componist, muziekpedagoog, dirigent en violist. Hij was de zoon van de burgemeester van Baden bei Wien Jakob Pazeller.

## Levensloop
Pazeller studeerde viool, orkestdirectie en compositie aan het Conservatorium Wenen bij onder andere Carl Michael Ziehrer en behaalde in 1888 zijn diploma's aldaar. Van 1889 tot 1896 was hij dirigent bij verschillende theaterorkesten in Krems an der Donau, Jihlava (toen nog: Iglau geheten), Teplice (toen nog: Teplitz), Maribor (toen: Marburg an der Drau) en van 1895 tot 1896 aan het Carltheater in Wenen. Van 1896 tot 1905 was hij militaire kapelmeester van de Muziekkapel van het Infanterie-Regiment nr. 33, van 1906 tot 1918 van de Muziekkapel van het Infanterie-Regiment nr. 38 en na de Eerste Wereldoorlog van 1920 tot 1924 van de Muziekkapel van het Hongaarse Honved-Regiment nr. 2. 
Van 1924 tot 1931 was hij directeur van de Bocskay-Muziekschool te Boedapest. Vervolgens leefde hij teruggetrokken in Boedapest en focusseerde zich uitsluitend op het componeren en het arrangeren. Na de Tweede Wereldoorlog verhinderde het communistische regime iedere publicatie van zijn werken.
In 1908 werd hij onderscheiden met de Orde van Alfons XII 1e klasse voor een mars voor huwelijk van Koning Alfons XIII van Spanje met Victoria Eugénie van Battenberg op 31 mei 1906.

## Composities

### Werken voor orkest
- 1898 Ein süßes Wort, ein tiefer Blick, serenade voor orkest
- 1903 Souvenir de Herkulesbad, wals, op. 124
- 1914 Verbrüderung, ouverture voor orkest
- 1917 Liebestanz, intermezzo voor orkest
- 1920 Delila, intermezzo voor orkest
- 1925 Intermezzo, voor orkest
- 1928 Humoresk, voor orkest
- 1932 Meisterprobe, ouverture voor orkest
- 1937 Blauer Dunst, humoreske voor orkest
- 1938 Ich war ein König, romance voor orkest
- 1944 Hörst Du mein Lied, romance voor orkest
- 1955 Coufette, humoreske voor orkest
- 1955 Donau-Post, humoreske voor orkest
- 1955 Ringelspiel, humoreske voor orkest
- 1956 Freiheitsglocken, ouverture voor orkest
- 1956 Hoffnung, romance voor orkest
- 5 Fantasien
- Das vergessene Lied, op. 199
- Denkst du noch manchmal an mich?, op. 128
- Der Rosenkönigin Walzer, op. 123
- Die Komödie des Geldes, op. 159
- Dir werde ich nicht nachweinen, op. 213
- Es ist schon still unter der Dachtraufe, op. 92
- Für mich bist du mein Alles, op. 132
- Keine wie Du, op. 189
- Lachen-tanzen-singen, op. 210
- Leben, solange es Liebe gibt, op. 76
- Liebestanz, op. 122
- Mädel komm doch her, op. 98
- Mein Liebchen komm, romance voor orkest
- Nur auf ein Wort noch?, op. 208
- Schwer ist das Leben in Pest, op. 147
- Solange noch der Walzer klingt, op. 99
- Träume, op. 115
- Traurig ist nur, wer Angst hat zu feiern, op. 94
- Tropenzauber Walzer, op. 125

### Werken voor harmonieorkest
- 1903 Souvenir de Herkulesbad, wals, op. 124
- 1906 Huwelijksmars voor Koning Alfons XIII van Spanje
- Festmarsch, op. 118
- Heimkehr der Sieger, op. 145
- Heldenmarsch, op. 110
- Herkules Marsch, op. 129
- Jubiläumsmarsch, op. 207
- Junges Blut Marsch, op. 112
- Kleiner Korporal Marsch, op. 126
- Kossuth Marsch, op. 175
- Manilova Marsch, op. 107
- Mátyás Marsch, op. 171
- Präsidentenmarsch op. 214
- Rauhenstein Marsch, op. 106
- Reitermarsch, op. 183
- Ungarische Jugend Marsch, op. 203
- Ungarische Lieder: Potpourri Nr. 1, op. 141
- Ungarische Lieder: Potpourri Nr. 2, op. 142
- Vorwärts Marsch, op. 207b

### Muziektheater

#### Opera's
| Voltooid in | titel    | aktes | première | libretto |
| ----------- | -------- | ----- | -------- | -------- |
|             | Spieluhr |       |          |          |

#### Operette
| Voltooid in | titel                 | aktes       | première | libretto                   |
| ----------- | --------------------- | ----------- | -------- | -------------------------- |
| 1915        | Das Zigeunerkind      | 3 bedrijven |          | Karl Gober en Robert Suchy |
| 1917        | Ein Moderner in Paris |             |          |                            |

#### Balletten
| Voltooid in | titel         | aktes | première | libretto | choreografie |
| ----------- | ------------- | ----- | -------- | -------- | ------------ |
|             | Isis, op. 178 |       |          |          |              |